# فهرست والیان افغانستان
افغانستان شامل ۳۴ ولایت می‌باشد و والیان آن توسط رئیس‌جمهور تعیین می‌شود. لیست زیر فهرست والیان افغانستان می‌باشد که در دوره حکومت جمهوری اسلامی در افغانستان در سمت والی فعالیت داشته‌اند.